# ティエンフオック県
ティエンフオック県（ティエンフオックけん、ベトナム語：Huyện Tiên Phước / 縣仙福?）は、ベトナム社会主義共和国クアンナム省の県。面積は453.22km²、人口は81,900人（2018年）である。

## 行政区画
1市鎮14社から構成される。